# Floriile, Constanța
Floriile este un sat în comuna Aliman din județul Constanța, Dobrogea, România. Se află în partea de sud-vest a județului, în Podișul Oltinei. La recensământul din 2002 avea o populație de 153 locuitori. În trecut s-a numit Bac-Cuis(u) (în turcă Bakkuyusu).